# Monoicomyces homalotae
Monoicomyces homalotae är en svampart som beskrevs av Thaxt. 1900. Monoicomyces homalotae ingår i släktet Monoicomyces och familjen Laboulbeniaceae.  Arten är reproducerande i Sverige. Inga underarter finns listade i Catalogue of Life.